# Sexta Avenida (línea Canarsie)
La Sexta Avenida es una estación en la línea Canarsie del Metro de Nueva York de la división B del Brooklyn–Manhattan Transit Corporation. La estación se encuentra localizada en Chelsea, Greenwich Village en Manhattan entre la Avenida de las Americas y la Calle 14 Este. La estación es servida en varios horarios por los trenes del Servicio .
Esta estación fue la terminal norte de la línea Canarsie desde 1924 hasta 1931, cuando la estación de la Octava Avenida abrió.